# Haoua Hambally
Nana Haoua Abdou Hambally (* 12. April 1960 in Magaria; † 29. August 2016 in Niamey; auch Haoua Hambaly) war eine nigrische Journalistin, Medienunternehmerin und Politikerin.

## Leben
Haoua Hambally besuchte das Ausbildungszentrum für Informationstechnik in der Hauptstadt Niamey, die spätere École Supérieure des Sciences de la Communication et des Médias (ESSCOM), wobei sie sich auf Produktion und Journalismus spezialisierte. Außerdem machte sie ein Diplom am Studienzentrum für Hörfunk im ländlichen Raum in Ouagadougou. Hambally arbeitete ab 1982 als Journalistin für die staatliche Rundfunkanstalt Office de Radiodiffusion et Télévision du Niger (ORTN). Dort wirkte sie nach dem Vorbild von Mariama Keïta als Sprecherin im Hörfunkprogramm Voix du Sahel und als Nachrichtenmoderatorin im Fernsehen.
Durch die Nationalkonferenz von 1991, die den Übergang Nigers zu einer Mehrparteiendemokratie einleitete, erwachte ihr Interesse für die Politik. Sie engagierte sich zunächst in der Partei Demokratische und soziale Versammlung (CDS-Rahama) des 1993 gewählten Staatspräsidenten Mahamane Ousmane. Danach schloss sie sich dem Unterstützungskomitee von Ibrahim Baré Maïnassara an, der 1996 durch einen Staatsstreich Mahamane Ousmane abgesetzt hatte, und wurde schließlich Mitglied von dessen Partei Bündnis für Demokratie und Fortschritt (RDP-Jama’a). Im RDP-Jama’a fungierte Haoua Hambally als Koordinatorin für das Departement Magaria und als dritte stellvertretende Generalsekretärin. Sie wurde für die Partei als Abgeordnete in die Nationalversammlung gewählt, von der sie auch ins Parlament der Westafrikanischen Wirtschaftsgemeinschaft (CEDEAO) entsandt wurde. Hambally galt als engagierte und streitbare Parlamentarierin.
Parallel zu ihrer politischen Laufbahn arbeitete sie als Unternehmerin. Sie gründete 1999 das Rundfunkunternehmen Radio Télévision Tambara mit dem Ziel, Frauen zur Übernahme von Verantwortung zu ermutigen. Der Sitz von Radio Télévision Tambara befand sich im Stadtzentrum von Niamey, zunächst im Viertel Maourey, dann im Viertel Lacouroussou. Zuletzt war Hambally auch im Import-Export-Geschäft tätig.
Haoua Hambally hatte zwei Töchter und zwei Söhne. Sie starb nach einer kurzen Krankheit und wurde auf dem Muslimischen Friedhof von Yantala in Niamey bestattet.